# أيكة ساحلية

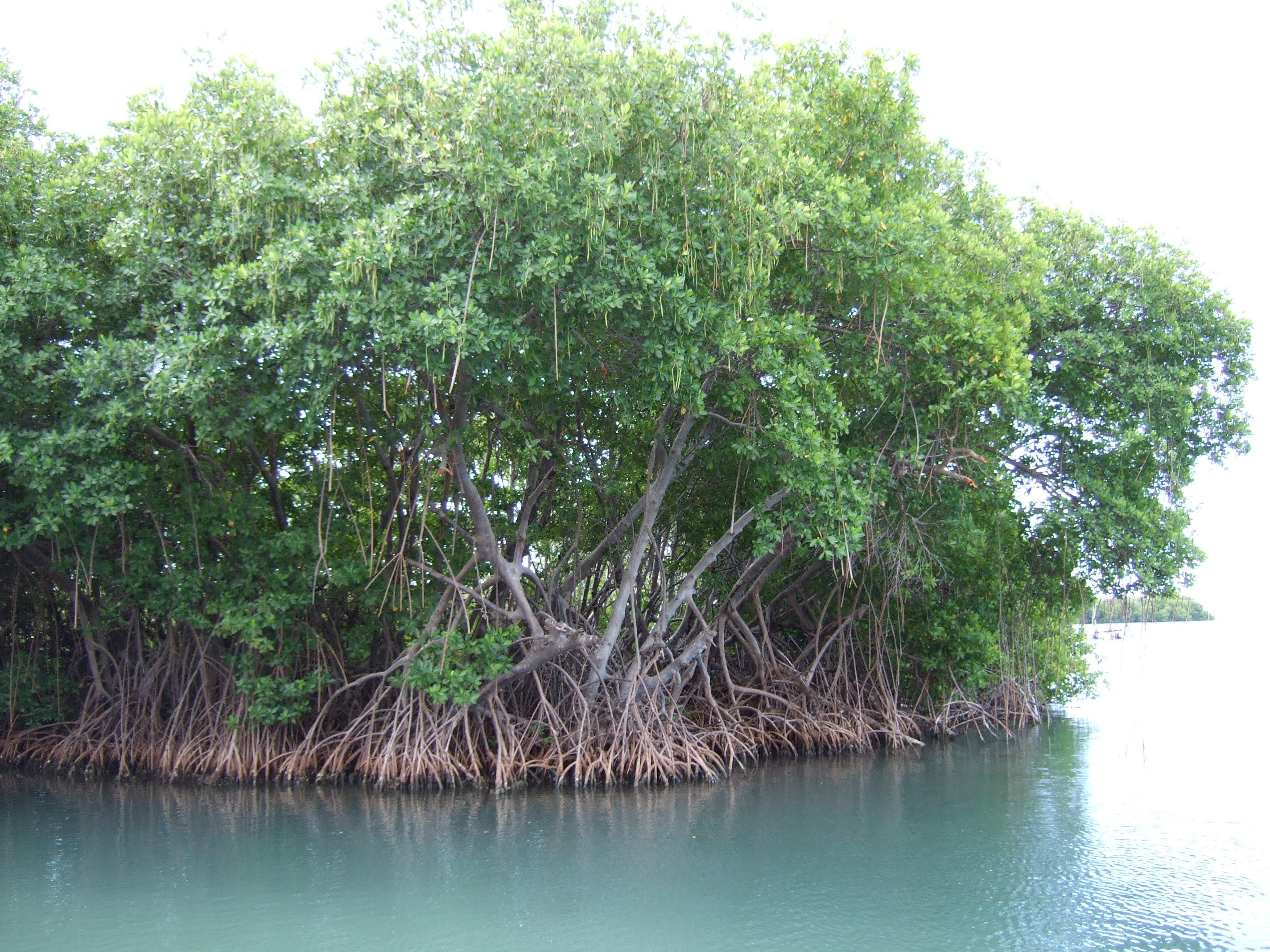
أيكة ساحلية في بورتو ريكو.

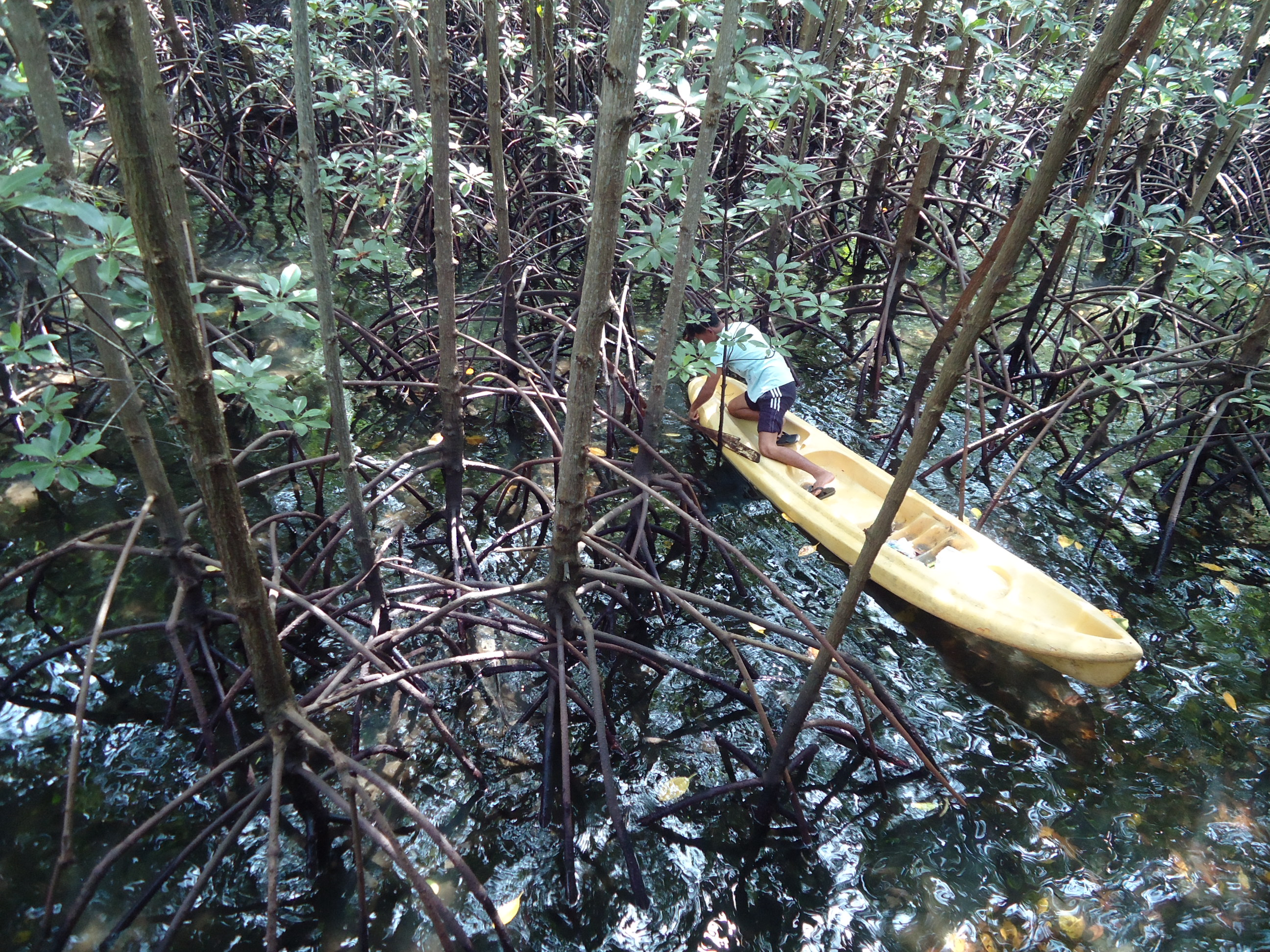
غابات من أشجار الأيكة الساحلية في بالاوان الفلبين.

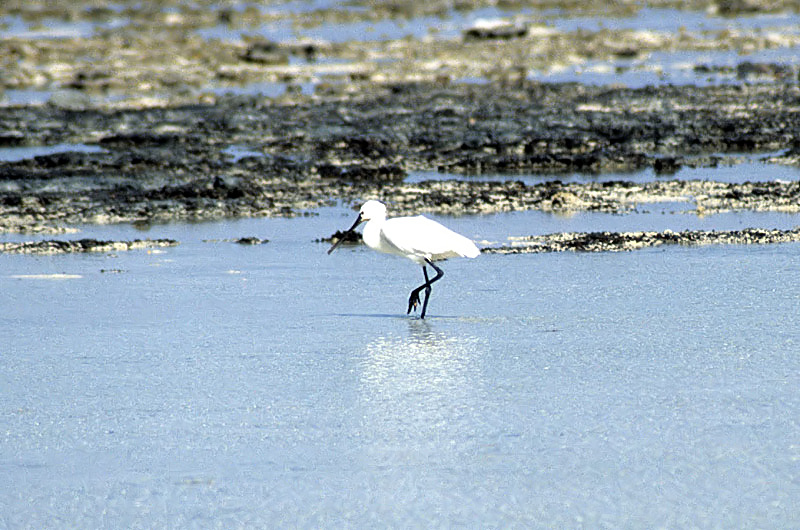
منغروف محمية نبق.

الأيكة الساحلية أو القرام أو المنغروف من (بعدة لغات: Mangrove) هي وصف لنباتات تعيش في البيئات الشاطئية المالحة. تتكون الكلمة الأجنبية منغروف من كلمتين: الأولى برتغالية "Mangue" وتعني شجرة والثانية إنكليزية "Grove" وتعني مكان الأشجار. ومصطلح منغروف هو مصطلح بيئي يستخدم ليشمل كلاً من الشجيرات والأشجار من ذوات الفلقتين والفلقة الواحدة، والتي توجد في المناطق الإستوائية وتحت الاستوائية الضحلة الواقعة تحت تأثير المد البحري. وقد اقترح بعض العلماء اقتصار كلمة منغروف لتشير إلى النباتات المكونة لغابات هذه النباتات، وكلمة "Mangal" لتشير إلى المجتمع النباتي الذي تسوده إحدى هذه النباتات.

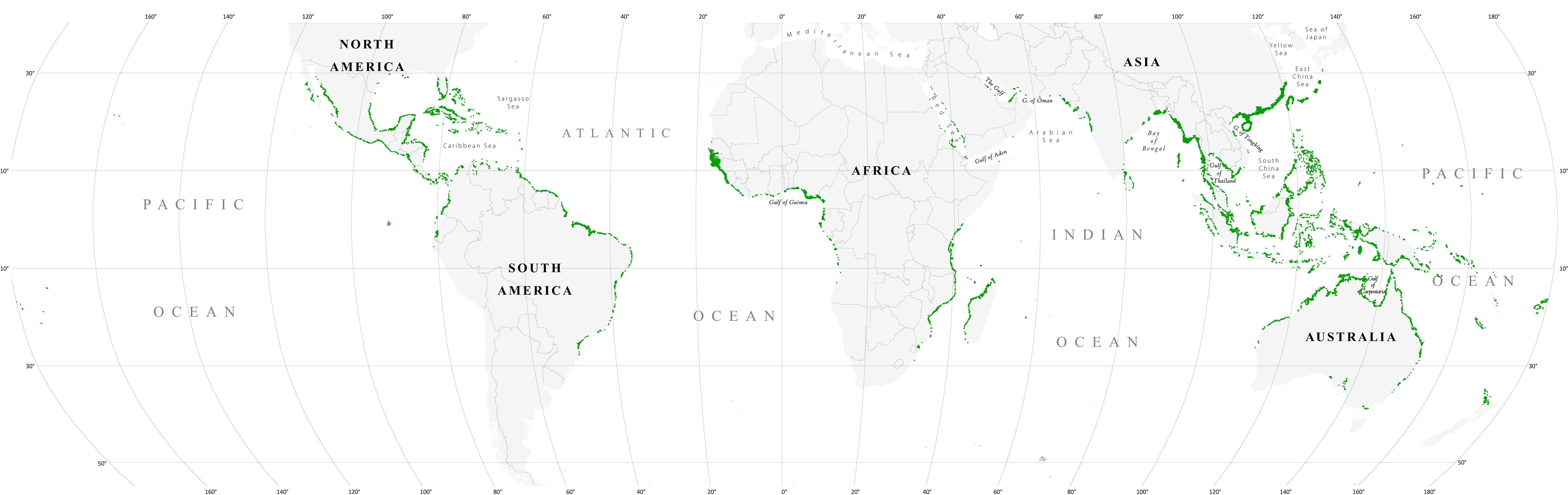
أماكن تواجد أشجار الأيكة الساحلية (منغروف) في العالم.

## أماكن وجودها
على المستوى العالمي يوجد نحو 100 نوعاً من هذه النباتات تنتمي إلى 18 فصيلة و23 جنساً موزعة حول المناطق الاستوائية وتحت الاستوائية في العالم، يوجد العدد الأكبر منها (65 نوعاً) في منطقة جنوب شرق آسيا، بينما يوجد نحو 11 نوعاً في العالم الجديد ومنطقة الكاريبي.
أما في الوطن العربي فتوجد ثلاثة أنواع من نباتات الأيكات الساحلية هي:
- القرم أو الشورى (باللاتينية: Avicennia marina)
- (باللاتينية: Rhizophora   mucronata)
- (باللاتينية: Bruguiera gymnorhiza).

ويعتبر نبات القرم (باللاتينية: Avicennia marina(Forssk.) Vierh) (كما يسمى في الجزيرة العربية) أو الشورى (كما يسمى في مصر والسودان) هو نبات الأيكات الساحلية الأكثر شيوعاً في الوطن العربي حيث ينتشر حول ساحل البحر الأحمر الغربي (مصر والسودان) والساحل الشرقي للمملكة العربية السعودية واليمن حيث في الأخير تكون بالقرب من مدينة الحديدة فهي أشجار شبه غارقة في مياه المد العالي حيث تختفي جذوع الأشجار تحت الماء تقريباً، وكذلك على خليج العقبة والخليج العربي. ويبدو أن جيومورفولوجية ومناخ هذه السواحل تشجع نمو جماعات هذا النبات حيث توفر الخلجان الصغيرة التي تنتهي إلى السواحل والمحمية جزئياً بالشعاب المرجانية أو الجزر وسطاً ملائماً لنموه بسبب كسرها لقوة الأمواج والتي عادة ما تدمر وسط النمو وتحمل البادرات بعيداً عن مهدها. ويشير اسم الجنس إلى العالم العربي الفارسي ابن سينا (Avicenna) صاحب القانون في الطب، أما اسم النوع فهو يشير إلى المناطق البحرية (Marine).إنّ هذا النوع يعتبر من أكثر نباتات الأيكات الساحلية انتشاراً في العالم، حيث يمتد من شرق أفريقيا والبحر الأحمر ( يتميز بكونه الموقع النموذجي له) إلى الشواطئ الاستوائية وتحت الاستوائية للمحيط الهندي حتى جنوب الصين، ومعظم أستراليا حتى بولينيزيا وفيجي ونيوزيلاندا.
تتميز نباتات القرم Avicenia بتحملها لملوحة البحر، حيث أنها تحتوي على جذور سائدة تسمى الجذور التنفسية تعمل على تقليل تيارات المد والجزر وتسبب ترسباً هائلاً في الطين والغرين. تنبت بذور هذا النبات وهي لا تزال على الأشجار الأم وتسقط البادرات وتطفو في الماء إلى أن تثبت نفسها في الماء الضحل حيث تظهر الجذور النامية ربما لتكون جزيرة جديدة. وتختلف مناطق أشجار الأيكة الساحلية من حيث كثرة الأنواع فتتميز السواحل الشرقية من القارات بالغنى والتنوع النباتي مقارنة بالسواحل الغربية للقارات.
تشبه أشجار الأيكة الساحلية أشجار الغابة المدارية المطيرة في أن جذورها سطحية وتنمو نمواً أفقياً بالدرجة الأولى ويتراوح طول الأشجار ما بين 5 إلى 7 أمتار. ومن أحسن المناطق التي تنمو فيها أشجار الأيكة الساحلية المناطق التي تقع بالقرب من خط الإستواء في كل من إندونيسيا وغينيا الجديدة والفلبين. وبصفة عامة تقل نباتات الأيكة الساحلية في كثافتها وأنواعها كلما ابتعدنا عن خط الاستواء حيث تقصر في بعض المناطق على نوع من الأشجار مثل أشجار القرم (باللاتينية: Avicenia). يختلف امتداد مناطق الأيكة الساحلية على طول الساحل تبعاً للظروف المحلية، ففي شرق إفريقيا تقع بين دائرتي العرض 3 شمالاً حتى 22 جنوباً، بينما في أمريكا الشمالية والجنوبية تمتد بين دائرتي العرض 29 جنوباً في البرازيل و32 في برمودا بأمريكا الشمالية، وبين دائرتي عرض 37 شمالاً و38 جنوباً في أستراليا ونيوزيلندا، وقد كانت أشجار الأيكة الساحلية منتشرة في سواحل الخليج العربي الغربية ولكن معظم الأشجار اختفت بسبب القطع الجائر لهذه الأشجار قبل ظهور النفط.

## اقرأ أيضا
- بحر وحلي
- المد والجزر